# Округ Вашингтон (Мисисипи)
Округ Вашингтон (енгл. Washington County) је округ у америчкој савезној држави Мисисипи.

## Демографија
По попису из 2010. године број становника је 51.137, што је 11.84 (-18,8%) становника мање него 2000. године.
| Група             | 2000.          | 2010.          |
| Белци             | 21.243 (33,7%) | 13.654 (26,7%) |
| Афроамериканци    | 40.667 (64,6%) | 36.468 (71,3%) |
| Азијати           | 332 (0,5%)     | 291 (0,6%)     |
| Хиспаноамериканци | 531 (0,8%)     | 529 (1,0%)     |
| Укупно            | 62.977         | 51.137         |